# Caisse commune des pensions du personnel des Nations Unies
 (février 2023).
La mise en forme du texte ne suit pas les recommandations de Wikipédia : il faut le « wikifier ».
Les points d'amélioration suivants sont les cas les plus fréquents. Le détail des points à revoir est peut-être précisé sur la page de discussion.
- Les titres sont pré-formatés par le logiciel. Ils ne sont ni en capitales, ni en gras.
- Le texte ne doit pas être écrit en capitales (les noms de famille non plus), ni en gras, ni en italique, ni en « petit »…
- Le gras n'est utilisé que pour surligner le titre de l'article dans l'introduction, une seule fois.
- L'italique est rarement utilisé : mots en langue étrangère, titres d'œuvres, noms de bateaux, etc.
- Les citations ne sont pas en italique mais en corps de texte normal. Elles sont entourées par des guillemets français : « et ».
- Les listes à puces sont à éviter, des paragraphes rédigés étant largement préférés. Les tableaux sont à réserver à la présentation de données structurées (résultats, etc.).
- Les appels de note de bas de page (petits chiffres en exposant, introduits par l'outil «  Source ») sont à placer entre la fin de phrase et le point final[comme ça].
- Les liens internes (vers d'autres articles de Wikipédia) sont à choisir avec parcimonie. Créez des liens vers des articles approfondissant le sujet. Les termes génériques sans rapport avec le sujet sont à éviter, ainsi que les répétitions de liens vers un même terme.
- Les liens externes sont à placer uniquement dans une section « Liens externes », à la fin de l'article. Ces liens sont à choisir avec parcimonie suivant les règles définies. Si un lien sert de source à l'article, son insertion dans le texte est à faire par les notes de bas de page.
- La présentation des références doit suivre les conventions bibliographiques. Il est recommandé d'utiliser les modèles {{Ouvrage}}, {{Chapitre}}, {{Article}}, {{Lien web}} et/ou {{Bibliographie}}. Le mode d'édition visuel peut mettre en forme automatiquement les références.
- Insérer une infobox (cadre d'informations à droite) n'est pas obligatoire pour parachever la mise en page.

Pour une aide détaillée, merci de consulter Aide:Wikification.
Si vous pensez que ces points ont été résolus, vous pouvez retirer ce bandeau et améliorer la mise en forme d'un autre article.
 (février 2023).
La Caisse commune des pensions du personnel des Nations unies - également connue sous son acronyme UNJSPF en anglais ou CCPPNU en français - a été créée en 1949 par l'Assemblée générale des Nations unies pour fournir des prestations de retraite, de décès, d'invalidité et des prestations connexes au membres du personnel des Nations unies et des autres organisations admises à devenir membres de la Caisse.
La CCPPNU est un régime multi-employeurs à prestations définies.

## Faits et chiffres clés
La Caisse a été créée par la résolution 248 (III) de l'Assemblée générale des Nations unies (adoptée en décembre 1948) qui est entrée en vigueur le 23 janvier 1949. Au 31 décembre 2021, elle comptait 137 261 participants de 25 organisations membres et servait 82 312 retraités et bénéficiaires, résidant dans plus de 190 pays. La Caisse verse les prestations dans 15 devises.

## Performance des investissements
L'actif net disponible pour les prestations au 31 décembre 2021 était de 91 459,6 millions de dollars américains (2020 : 81 511,7 millions de dollars américains) .
En juin 2022, la valeur des actifs était évaluée à 78 milliards de dollars américains.

## Solvabilité
L'évaluation actuarielle au 31 décembre 2021 revue en 2022 par le Comité mixte des pensions du personnel des Nations unies, l'organe directeur de la Caisse, fait état d'un fort excédent. Même à la valeur estimée la plus récente du portefeuille, la Caisse continue d'être bien financée, le ratio de capitalisation étant toujours plus élevé et plus fort qu'en 2019, lorsque l'évaluation actuarielle précédente a été effectuée,.

## Gouvernance
Les statuts et le système d'ajustement des pensions de la Caisse sont approuvés par l'Assemblée générale des Nations unies, et le Comité mixte de la Caisse commune des pensions du personnel des Nations unies approuve les Règlements de la Caisse. La Caisse est administrée par le Comité mixte, l’Administrateur des pensions, un comité des pensions du personnel pour chaque organisation membre et un secrétariat pour chacun de ces comités.
Le Secrétaire général des Nations unies est responsable des investissements du Fonds, qui sont gérés par l'intermédiaire de son Représentant pour les investissements de la Caisse (RSG) par le Bureau de la gestion des investissements (OIM). M. Pedro Antonio Guazo Alonso (Espagne/Mexique) est RSG depuis juillet 2020.
En 2018, l'Assemblée générale des Nations unies, constatant le double rôle de l'Administrateur de la Caisse et de secrétaire du Comité mixte, a décidé de remplacer le poste d’Administrateur et Secrétaire par deux postes distincts et indépendants: l’administrateur des pensions pour administrer la Caisse, et le secrétaire du Comité mixte. Les deux postes relèvent du Conseil des pensions,.
| Année                | Pays        | Nom                                   |
| -------------------- | ----------- | ------------------------------------- |
| 1950-1952            | Inconnu     | M. Bannerman Clark                    |
| 1953-1954            | Royaume-Uni | Mme Mildred Riddelsdell               |
| 1955-1958            | France      | M. Jacques Isaac-Georges              |
| 1958-1960            | Pays-Bas    | M. Bernardus Tielman Twight           |
| 1960-1963            | Pays-Bas    | Monsieur HR Wilmot                    |
| 1963-1983            | Israël      | M. Arthur Liveran                     |
| 1983-1987            | Royaume-Uni | M. Anthony Mangue                     |
| 1987-2000            | Etats-Unis  | M. Raymond Gieri                      |
| 2001-2012            | France      | M. Bernard Cocheme                    |
| 2013-2018            | Mexique     | M. Sergio Arvizu                      |
| Août 2018 - Déc 2018 | Etats-Unis  | M. Paul Dooley (PDG par intérim)      |
| 2019                 | Etats-Unis  | Mme Janice Dunn Lee (PDG par intérim) |
| 2020-                | Canada      | Mme Rosemarie McClean                 |

En 2020, sous la nouvelle direction de Mme Rosemarie McClean en tant qu'Administratrice des Pensions, la Caisse a adopté une nouvelle stratégie visant à simplifier l'expérience client, à moderniser les services de retraite et à établir un partenariat mondial solide.
En 2022, la Caisse a reçu un prix du Secrétaire général des Nations unies dans la catégorie innovation et durabilité pour l'un de ses projets phares, le Certificat numérique de droit à prestation (DCE). L'application DCE permet aux retraités et bénéficiaires de fournir leur preuve de vie et justificatif de domicile annuel via une application, au lieu d'envoyer un formulaire papier à la Caisse.